# 蕃地 (花蓮郡)
花蓮港廳花蓮郡蕃地於昭和十二年（1937年）成立，轄區包括今花蓮縣秀林鄉。

## 行政區劃
- 今和平村：

キネポー社（克尼布/和平）、グークツ社（姑姑仔/和中）、カナガン社（卡那岸/和仁）
- 今崇德村：

タッキリ社（得吉利/崇德）、デカロン社（得卡倫/富興，1934年併入得吉利）、サカダン社（砂卡礑/大同）、ホーホス社（赫赫斯/大禮）、トボコ社（陶樸閣/新城）
- 今富世村：

ブセガン社（玻士岸/富世）、ロチェン社（落支煙，1935年併入玻士岸）、シラガン社（西拉岸）、ブロワン社（布洛灣，1940年～1941年併入克尼布）、バタガン社（巴達崗，1932年～1941年併入克尼布、玻士岸與格督尚）、ボクスイ社（牧水/綠水，1940年～1941年併入九宛、布拉旦與埃夫南）、タビト社（塔比多/天祥，1940年～1941年併入布拉旦與九宛）、ブシヤウ社（玻西瑤/山里）、ロードフ社（魯多侯，1939年～1940年併入山里）、ムコエシ社（莫可依希，1939年～1940年併入山里）、シーパウ社（西寶，1936年～1938年併入埃夫南與布拉瑙）、シキリヤン社（西吉良/萩坂，1940年～1941年併入布拉旦與九宛）、ロサオ社（洛韶，1936年～1938年併入埃夫南與知亞干）、クバヤン社（古白楊/見晴，1938年～1940年併入知亞干與新白楊）、バトノフ社（巴托諾夫，1938年～1940年併入知亞干與新白楊）、セラオカフニ社（西拉歐−卡夫尼，1940年併入森坂）、カラパオ社（卡拉寶，1940年併入森坂）
- 今秀林村：

コロ社（古魯/民治，1936年併入武士林）、ブスリン社（武士林/秀林）、ダオラシ社（道拉斯/民享，1936年併入武士林）
- 今景美村：

ムキプラタン社（布拉旦/三棧）、カウワン社（九宛/加灣）、リヂマ社
- 今佳民村：

ヱカドサン社（格督尚/佳民）、ウヤナウ社、ウイリ社（威里/大山）
- 今水源村：

パゼック社（巴支可/水源）
- 今銅門村：

ムキイボ社（依柏合/榕樹）、ムクムゲ社（慕谷慕魚/銅門）、ムキドヨン社（摩古陀泳/瀧見，1933年併入慕谷慕魚）、マヘヤン社（馬哈坎/桐里，1932年併入沙卡興）、サカヘン社（沙卡興/坂邊，1931年～1932年併入布拉瑙）
- 今文蘭村：

タモナン社（銅文蘭/銅蘭）、ミヤワン社（米亞丸/文蘭）、プラナオ社（布拉瑙/重光，1931年～1932年由馬哈坎與沙卡興建立）

## 設施

### 主要駐在所
- 合歡越嶺道路：ブセガン（玻士岸）駐在所→アヨ（阿與）駐在所→溪畔駐在所→バタガン（巴達崗）駐在所→錐麓駐在所→合流駐在所→ドヨン（陀優恩）駐在所→タビト（塔比多）駐在所→萩坂駐在所→クバヤン（古白楊）駐在所→見晴駐在所→セラオカ（西拉歐卡）駐在所→カラパオ（卡拉寶）駐在所→畢祿駐在所→関ヶ原（關原）駐在所→合歡駐在所→石門駐在所（→臺中州能高郡蕃地）

- 能高越嶺道路：初音駐在所→銅門駐在所→烏帽駐在所→瀧見駐在所→桐里駐在所→坂邊駐在所→奇萊駐在所→東能高駐在所（→臺中州能高郡蕃地）

### 教育
- 小學校：
  - 撫子尋常高等小學校（戰後廢校）
  - 銅門尋常高等小學校（今花蓮縣立銅門國民小學）

### 神社
- 今崇德村：
  - タシキリ祠（鎮座日期不詳）
- 今富世村：
  - ブセガン祠（鎮座日期不詳）
  - 佐久間神社（1923年12月8日鎮座）[1]:316
- 今秀林村：
  - ブスリン祠（1937年11月10日鎮座）
- 今景美村：
  - 三棧祠（鎮座日期不詳）
  - 九宛祠（1938年3月9日鎮座）[1]:323
- 佳民村：
  - ヱカドサン祠（鎮座日期不詳）
- 今水源村：
  - 高砂社（1931年9月26日鎮座）
- 今銅門村：
  - 銅門祠（1936年6月27日鎮座）[1]:322

## 河流
- ラウシ溪（荖西溪）